# Колезано
Колеза̀но (на италиански: Collesano, на сицилиански Ulisano, Улизану) е малко градче и община в Южна Италия, провинция Палермо, автономен регион и остров Сицилия. Разположено е на 468 m надморска височина. Населението на общината е 4118 души (към 2010 г.).